# サウル (ヘンデル)

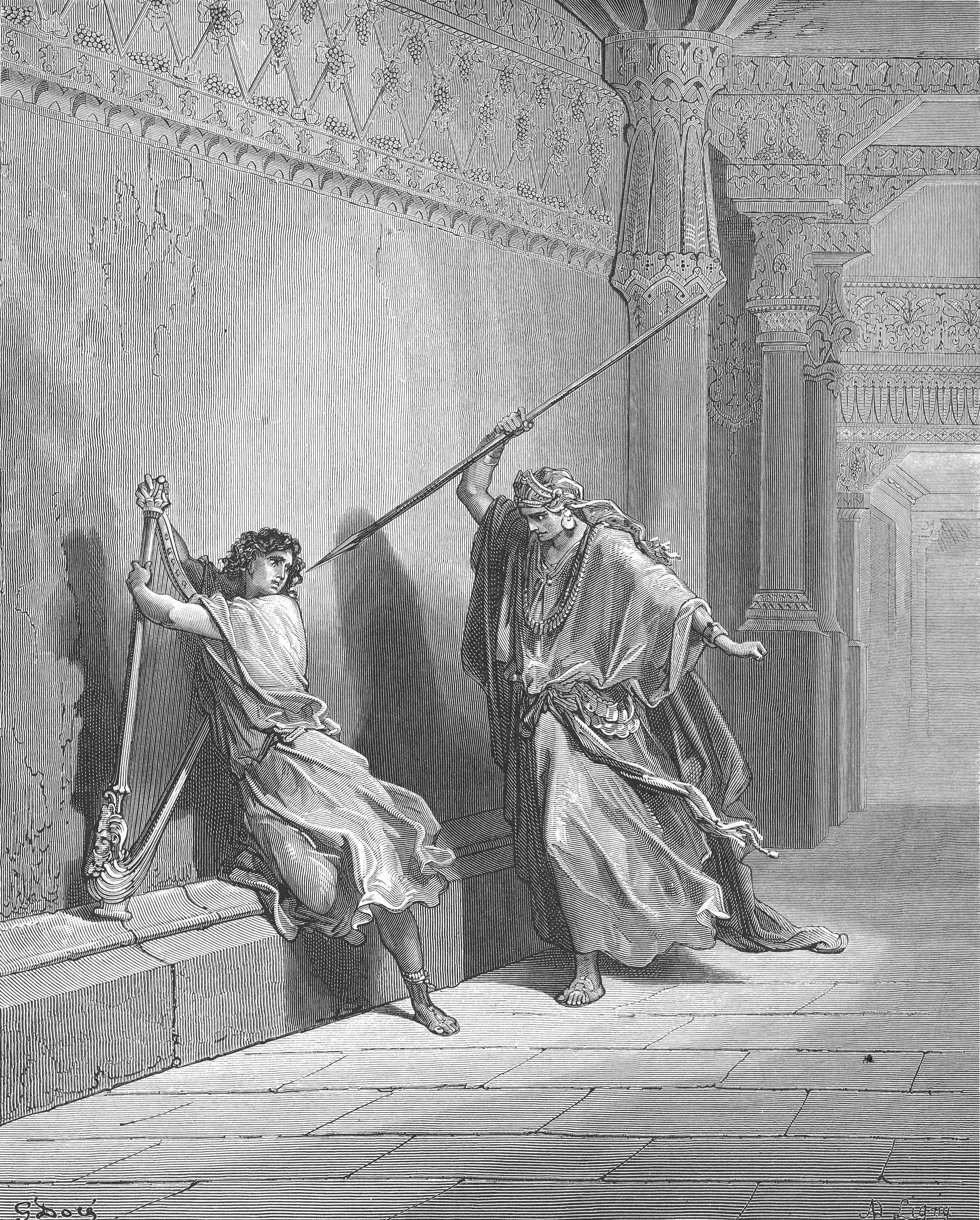
ダビデに槍を投げるサウル。ギュスターヴ・ドレ画

『サウル』（Saul）HWV 53は、ゲオルク・フリードリヒ・ヘンデルが1738年に作曲し、翌年上演されたオラトリオ。旧約聖書の「サムエル記」に見られるサウルとダビデの逸話にもとづく。
カリヨンやハープ、3台のトロンボーン、特大のティンパニなど、珍しい楽器を使用することでも知られる。

## 背景
台本は後に『メサイア』の台本を書いたことでも知られるチャールズ・ジェネンズによる。
『サウル』の作曲は速筆で知られるヘンデルにしては難航した。作曲はジェネンズと意見を交換しながら行われ、自筆原稿にはおびただしい添削のあとが見られる。『サウル』の完成後、すぐにもう1つのオラトリオである『エジプトのイスラエル人』の作曲に取りかかっている。
曲の途中に多くの器楽曲（Symphonyと書かれている）が挿入されている。特に3幕の葬送行進曲は単独で演奏され、実際の葬儀にも使われることがある。『讃美歌』480番にも収録されている。
カリヨンと呼ばれる、鍵盤によって演奏される鐘が導入された。実際にはこの楽器は鍵盤付きグロッケンシュピールの一種であり、ヘンデルが発明したものではないが、当時のイギリスには存在しない楽器だった。
トロンボーンは特に葬送行進曲や新月祭のシーンなどに使われる。
ロンドン塔からは特大のケトルドラムを借りだしたが、この楽器は通常のティンパニよりも1オクターブ低い音が出た。
ヘンデルはしばしば自作の中に旧作や他人の作品を流用したが、この作品でも自作のトリオ・ソナタのほかにヨハン・クーナウの鍵盤曲やフランチェスコ・ウリオの『テ・デウム』を借用している。
1739年1月16日にロンドンのヘイマーケット国王劇場で初演された。初演のあともしばしば再演されたが、手が加えられ、有名な葬送行進曲が加えられたのは1741年であった。

## 登場人物
- サウル：バス - イスラエルの王。
- ダビデ：アルト[12] - ペリシテ人に勝った英雄。ベツレヘムのエッサイの子。
- メラブ：ソプラノ - サウルの長女。
- ミカル：ソプラノ - サウルの次女。
- ヨナタン：テノール - サウルの息子。
- アブネル：テノール - イスラエルの将軍。
- 司祭：テノール
- エン・ドルの魔女：テノール
- アマレク人：テノール
- サムエルの霊：バス。
- ドエグ：バス - サウルの家臣。

## あらすじ

### 第1幕
ペリシテ人のゴリアテに勝利し、神をたたえるイスラエル人の合唱から始まる。合唱は盛大なハレルヤ・コーラスで終わる。将軍アブネルは戦いの英雄ダビデをイスラエル王サウルに紹介する。サウルはダビデを自分の家に住まわせ、娘と結婚させると言う。サウルの子のヨナタンはダビデを大いに好む。サウルの長女のメラブは生まれの賤しいダビデを嫌うが、次女のミカルはダビデを愛する。
カリヨンの響きにのせてイスラエル人はダビデを歓迎する歌を歌うが、歌詞の「サウルは千を殺し、ダビデは万を殺した」を聞いたサウルは侮辱されたと感じて怒る。ミカルはダビデに竪琴を弾いて父の怒りをなだめるように勧めるが、ダビデの歌もサウルの怒りを静めることはできない。サウルは槍をダビデに投げつけ、ダビデは逃げる。
サウルはヨナタンらにダビデを殺すように命じ、ヨナタンは悩む。

### 第2幕

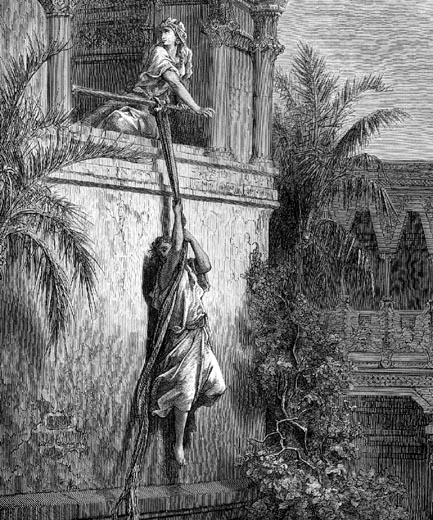
ダビデを逃がすミカル。ギュスターヴ・ドレ画

ヨナタンはひそかにダビデに会い、メラブがアドリエルと結婚したことを告げる。ダビデは高慢なメラブには構わず、ミカルをたたえる。
ヨナタンはサウルに向かって、ダビデが国にとって必要な人物であると主張する。サウルもダビデを殺さないことを誓い、ミカルとダビデの結婚を認める。ダビデとサウルはいったん和解する。ミカルはダビデと愛の二重唱を歌い、その後オルガン協奏曲が演奏される。
サウルは再びダビデの命を狙い、ミカルはダビデを逃がす。ドエグがダビデを捕えにやってくるが、ダビデの部屋の寝台には似姿が置かれているだけだった。
メラブは今や義理の兄弟となったダビデを大切に思うようになり、来たる新月祭で父が残虐さをあらわにすることを恐れる。
新月祭の場でサウルはダビデを殺そうとするが、ダビデはその場に現れない。ヨナタンはダビデがベツレヘムの父の家へ行ったと告げる。サウルは怒り、自分を裏切ったヨナタンに向けて槍を投げる。

### 第3幕

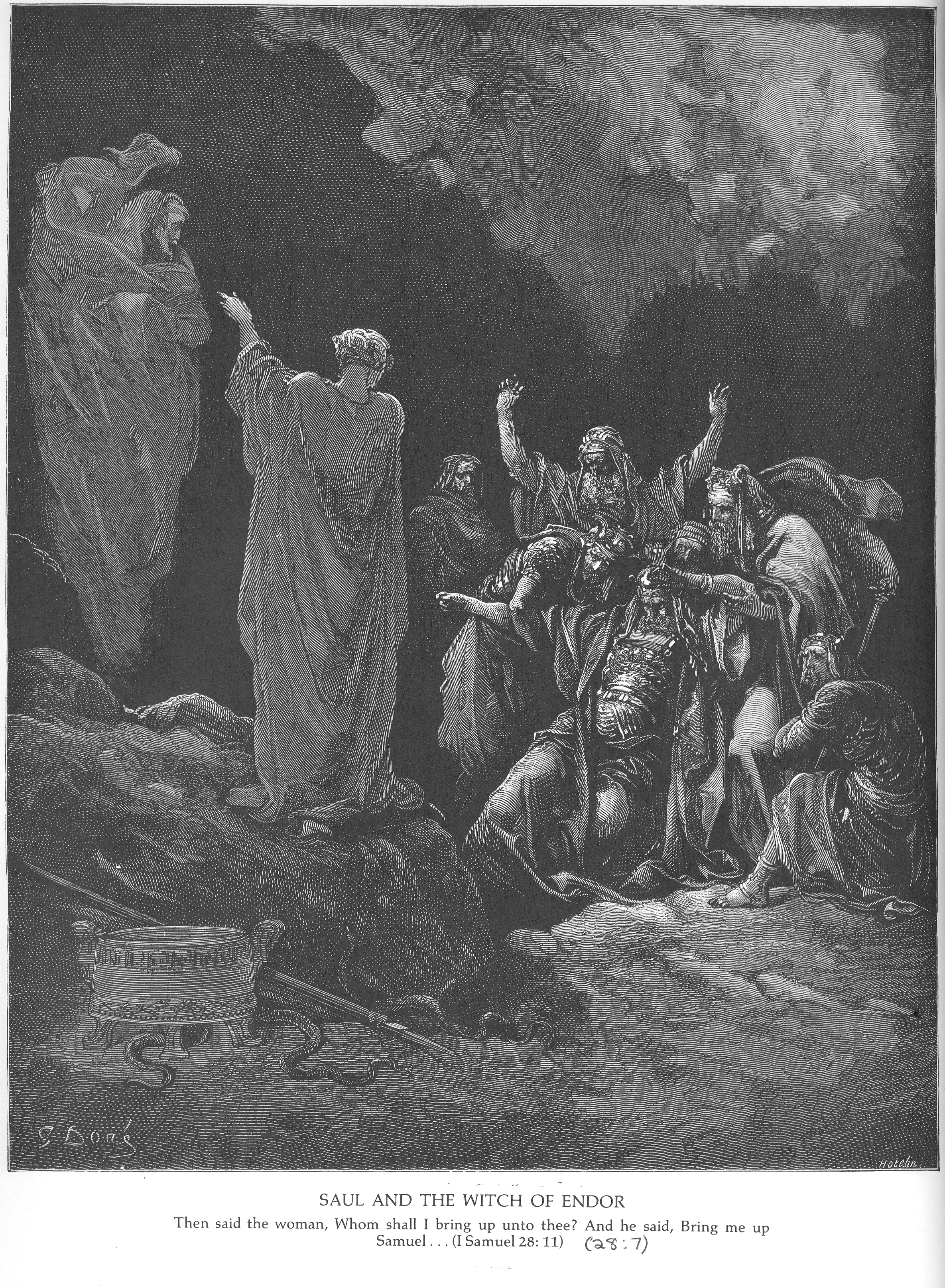
エン・ドルの魔女がサムエルの霊を呼びだす。ギュスターヴ・ドレ画

神から見放されたサウルは、変装してエン・ドルの魔女（霊媒）のところへ行き、預言者サムエルの霊を呼びだしてもらう。サムエルはかつてサウルがアマレク人を討ったときに神の言葉にそむいたために、神はイスラエルをサウルから取りあげてダビデに渡したのだと答え、イスラエルはペリシテ人の手に落ちるであろうと伝える。
ダビデのもとにアマレク人がやってきて、ギルボア山でのペリシテ人との戦いでサウルとヨナタンが死んだことを伝える。自殺しようとして死にきれなかったサウルにたのまれ、このアマレク人がとどめをさしたのだった。アマレク人本人はダビデにとってよい知らせを持ってきたつもりだったが、ダビデは主が油をそそいだ者を手にかけるとは何事かと怒り、従者にアマレク人を殺させる。
葬送行進曲の後、合唱と司祭、メラブ、ダビデ、ミカルによってサウルとヨナタンを悼む歌が歌われる。
司祭は嘆きを止めさせ、サウルが失った王国はダビデが取り戻すであろうと宣言する。イスラエル人たちの合唱で曲を終える。